# Léonid Élénine
Léonid Vladimirovitch Élénine (ou Iélénine ; en russe Леони́д Влади́мирович Еле́нин), né le 10 août 1981, est un astronome amateur russe travaillant à l'observatoire ISON-NM (ru) (H15) via le Réseau optique scientifique international (ISON), le premier observatoire à distance russe en Occident.
Léonid Élénine travaille pour l'Institut de mathématiques appliquées Keldych et habite à Lioubertsy, dans l'oblast de Moscou, en Russie.
Léonid Élénine est notamment connu pour avoir découvert la comète C/2010 X1 le 10 décembre 2010. Élénine découvrit ensuite la comète P/2011 NO1 le 7 juillet 2011.
Léonid Élénine découvrit son premier astéroïde, 2008 XE, le 1er décembre 2008 à Tzec Maun (H10). Élénine découvrit son premier astéroïde Amor, 2010 RN80, le 10 septembre 2010 à ISON-NM (H15). Élénine a également découvert le troyen de Jupiter 2011 QJ9, situé au point L5 du système Soleil-Jupiter, le 23 août 2011, l'aréocroiseur 2011 QD23 le 25 puis l'astéroïde Amor 2011 QY37 le 27 du même mois. Le premier astéroïde numéroté découvert par Élénine est (365756) ISON (2010 WZ71).
Le 29 janvier 2013, le Centre des planètes mineures remit à Léonid Élénine un des prix Edgar-Wilson 2012 pour la découverte de comètes par des amateurs.

## Biographie
Léonid Élénine est né le 10 août 1981. Lorsque Léonid avait 8-9 ans, il a lu un livre de Félix Ziegel (ru) intitulé Trésors du ciel étoilé (en russe Сокровища звёздного неба), puis s'est intéressé à l'astronomie. Découvrir une comète était pour Léonid un rêve depuis l'enfance.
En 2004, il est diplômé de l'Institut d'aviation de Moscou en conception de systèmes électroniques de calcul. Léonid Élénine est actuellement[Quand ?] employé à l'Institut de mathématiques appliquées M. V. Keldych.
En 2007, Léonid Élénine entend parler de surveillance[Quoi ?] à distance et, en 2008, a accès à l'observatoire à distance Tzec Maun (près du village de Mayhill, au Nouveau-Mexique, aux États-Unis), qui offre un accès gratuit à ses télescopes amateurs partout dans le monde. Plus tard[Quand ?], il reçoit également du temps d'observation du télescope de 80 centimètres de l'observatoire privé Tenagra II et l'accès aux données que lui a donné son propriétaire Michael Schwartz.
Le 15 mars 2009, il découvre un astéroïde de la ceinture principale à l'observatoire Tzec Maun, nommé (216439) Lioubertsy d'après la ville éponyme dans l'oblast de Moscou. Au total, il a découvert environ 500 astéroïdes, dont quatre sont numérotés, et ont redécouvert certaines comètes à courte période.

## L'observatoire ISON-NM
En mai 2010, dans le cadre du projet de recherche d'astéroïdes ISON (PulKON) fut lancé le premier observatoire à distance de Russie dans l'hémisphère occidental, ISON-NM (ru) (au Nouveau-Mexique, aux États-Unis) ; la surveillance commença le 13 juillet 2010. Léonid Élénine devint son observateur à distance. Lors de chaque nuit claire, il regarde des dizaines de degrés carrés du ciel étoilé et les milliers d'astéroïdes capturés dans le champ de vue du télescope de 46 centimètres de l'observatoire. Pour accélérer le traitement des images, il utilise le logiciel original CLT.
Le 10 septembre 2010, lors du relevé prévu du ciel, Léonid Élénine a découvert le premier astéroïde géocroiseur de l'observatoire ISON-NM — un objet plutôt brillant (plus brillant que la 18e magnitude apparente) et modérément rapide (1,9 "/min) — qui reçut la désignation 2010 RN80, membre de la famille des astéroïdes Amor. Cet astéroïde atteignit son périgée le 18 octobre 2010, à 0,111 unité astronomique (16,6 millions de kilomètres) de la Terre. Le diamètre de l'astéroïde est estimé à 300-600 mètres.